# Fabrizio Mainini
Fabrizio Mainini (Roma, 1º febbraio 1968) è un coreografo italiano.

## Primi anni
Nato a Roma il 1º febbraio 1968, Fabrizio Mainini è fin da bambino affascinato dalle danze acrobatiche; si avvia però allo studio professionale delle arti tersicoree seguendo l’esempio del fratello Vinicio, anch’egli ballerino, il quale lo spinge ad approfondire con impegno innanzitutto la danza classica, al fine di conseguire una formazione completa e versatile. 
Si forma al Centro Coreografico di Danza diretto da Flavio ed Enzo Paolo Turchi, dove conclude gli studi nel 1982. Continua poi la sua formazione presso l’Accademia Nazionale di Danza, dopo la quale accetta la borsa di studio offertagli da Renato Greco.
Presso l'ormai storico Centro fondato da Greco e da Maria Teresa Dal Medico, apprende e fortifica ogni genere di disciplina, dalla danza classica a quella contemporanea, dalla danza di carattere a quella jazz, fino al canto e al trucco scenico. I suoi maestri sono Viktor Litvinov, Ricardo Nuñez, Margarita Trajanova, Matt Mattox, Robert North. 
Il maestro di balletto Viktor Litvinov lo prepara per il Prix de Lausanne, ma Mainini non potrà parteciparvi, in quanto dovrà adempiere alla leva militare. 
Costretto ad interrompere gli studi per un anno, quando riprenderà le lezioni entrerà a far parte della compagnia di Renato Greco, effettuando tournée in Marocco (a Rabat, Casablanca e Meknes), in Germania (a Kiel), in Austria (a Graz), in Russia (a Mosca e a Leningrado).
Il suo esordio come ballerino televisivo avviene a 19 anni sul palco del Festival di Sanremo: è il 1987, le coreografie sono di Gino Landi e la prima ballerina è Lorella Cuccarini. Per Mainini si tratterà dell’unico programma in cui sarà un semplice ballerino di fila: da lì in poi, la sua carriera sarà sempre in ascesa.

## Carriera da danzatore
Nel 1987 e nel 1988 partecipa come ballerino e indossatore per Gianni Versace nella trasmissione Donna sotto le stelle; nel 1989 danza le coreografie di Franco Miseria nella trasmissione, sempre targata Raiuno, Stasera Lino, in onda in diretta dal Teatro delle Vittorie. 
Nella stagione 1990/1991 è primo ballerino in Piacere Raiuno, Fantastico 10 (Raiuno), Serata d’onore (Raiuno) e Bellezze sulla neve (Canale 5). Inoltre è ballerino solista nella Compagnia di Balletto Classico di Tuccio Rigano. Nella stagione 1991/1992 è primo ballerino in Ciao weekend in coppia con Heather Parisi (Raidue) e Saint Vincent condotta da Pippo Baudo su Raiuno. 
Nella stagione 1993/1994 è primo ballerino in Saluti e baci (Raiuno), regia di Pier Francesco Pingitore, coreografie Evelyn Hanack e Andrè DeLa Roche, cui seguirà Bucce di banana specials (Raiuno); Domenica in (Raiuno), Riva del Garda (Raidue), Bellezze al bagno (Rete 4) e La notte magica, condotta da Pippo Baudo e Clarissa Burt dal Teatro romano di Benevento (Raiuno), trasmessa in Eurovisione. 
Nella stagione 1994/1995 su Raiuno è primo ballerino e partner di Heather Parisi in Numero uno e Festa italiana - entrambe condotte da Pippo Baudo -, nonché in Beato tra le donne, condotto da Paolo Bonolis. 
Su Canale 5 è invece primo ballerino in La grande avventura, in Re per una notte - condotto da Gigi Sabani - e in Buona domenica, con per partner Mia Molinari; queste ultime due trasmissioni contemplano le coreografie di Marco Garofalo. 
Nella stagione 1995/1996 è primo ballerino in La febbre del venerdì sera, trasmissione condotta su Canale 5 dall'insolito e felice duo composto da Maurizio Costanzo e Fiorello; è ospite d'onore su Raiuno, accanto ad Heather Parisi, nella trasmissione curata da Vittoria Ottolenghi Sirene, corsari e fantasia; è ancora primo ballerino in Beato tra le donne (Canale 5) ed è ospite e partner di Heather Parisi in Arriba arriba su Raidue. 
Dalla stagione 1996/1997 a quella del 1999/2000 la sua presenza giunge anche su Telemontecarlo, in qualità di primo ballerino ospite de Il tappeto volante di Luciano Rispoli; è ancora primo ballerino su Canale 5 in Beato tra le donne e in altre trasmissioni, come quelle firmate da Il Bagaglino quali Viva l'Italia, Viva le Italiane, Gran caffè. Per Pippo Baudo è nuovamente primo ballerino in La canzone del secolo (Canale 5) e ritroviamo Mainini anche in Fuego su Italia 1 e in Prima su Raiuno. 
Dal 1998 al 2001 sarà primo ballerino anche di Carràmba! Che sorpresa (Raiuno), nonché unico danzatore maschile in un corpo di ballo composto da sole donne, cosa mai accaduta in tv prima. 
La stagione 2000/2001 segna anche il suo debutto come coreografo con la trasmissione Ci vediamo su Raiuno ideato e condotto da Paolo Limiti, senza tralasciare però il suo ruolo di primo ballerino per Domenica in e BuFFFoni de Il Bagaglino. 
Nella stagione 2001/2002 è ancora primo ballerino per Pippo Baudo in Una notte a Sirmione su Raiuno, Moda d'amare condotto da Cristina Parodi su Rete 4, In famiglia su Raidue, Saloon su Canale 5. Diviene inoltre primo ballerino di Baciami Versilia, condotto su Raiuno da Carlo Conti, col quale si instaura, da questo momento in poi, un proficuo sodalizio artistico.

## Attività di coreografo
A partire dalla stagione 2002/2003 inizia a pieno ritmo la sua attività di coreografo, alla quale affianca il ruolo di primo ballerino. Crea le coreografie e danza in Miss Italia 2003 condotto da Carlo Conti. La collaborazione con il presentatore toscano continua nuovamente con Baciami Versilia (Raiuno), di cui stavolta cura appunto anche le coreografie, non si limiterà ad esserne solo primo ballerino, cosa che si ripeterà anche nella stagione 2003/2004 della medesima trasmissione.
È coreografo e primo ballerino del talent show Operazione trionfo (Raidue) e sempre sue son le coreografie della terza, della quarta, della quinta e della sesta edizione di Grande fratello (Canale 5). 
Con sempre alla conduzione Carlo Conti e sempre su Raiuno ritroviamo le coreografie di Mainini in I raccomandati, Miss Italia 2004, 50 canzonissime, Gran Galà delle gocce d'acqua. È inoltre coreografo della tournée La mia favola infinita di Rita Pavone. Tornano le sue coreografie in onda su Raidue in un programma condotto da Monica Leofreddi e Gabriele Cirilli, Se sbagli ti mollo. 
Nel 2005 approda anche sul palco di Amici di Maria De Filippi (Canale 5), prima in qualità di giudice ospite, quindi - nel 2006 e nel 2007 - ne sarà primo ballerino. 
Tornerà a danzare in Miss Italia 2006 (Raiuno) e coreografo di Grande fratello (Canale 5) per la settima, l'ottava e la nona edizione. 
Per Carlo Conti creerà ancora i balletti per I raccomandati 2007 e 2008, Fuoriclasse e I migliori anni, tutte trasmissioni in prima serata Raiuno. 
Sue le coreografie anche de Il treno dei desideri condotto da Antonella Clerici e del game show musicale Chi fermerà la musica condotto da Pupo su Raiuno in prima serata. 
Anche il Premio Regia Televisiva, ideato da Daniele Piombi su Raiuno, si avvarrà delle coreografie di Mainini: nel 2008, nel 2009, 2010, 2011, 2013 e 2014. Nel 2008 lo rivedremo nuovamente a Domenica in in qualità di coreografo e primo ballerino ospite. 
Nel 2009 Mainini trasforma la chiusura dei XIII Campionati mondiali di nuoto, disputati a Roma, in un incredibile show in cui domina la sinergia tra le coreografie live, adempiute da ballerini professionisti e, la performance di danza virtuale proiettata su teli aerei. 
Le sue coreografie si contraddistinguono anche nella quarantesima edizione del Premio Barocco (Raiuno) e ritornano nella decima edizione del Grande fratello (Canale 5) e nella terza de I migliori anni (Raiuno).
Nel 2010 si riconferma coreografo di punta di Raiuno ancora con I migliori anni, suo il balletto anche di Stasera è la tua sera e di Perfetti innamorati - condotti rispettivamente da Max Giusti e, da Georgia Luzi e Marco Liorni. È ospite di Fabrizio Frizzi in I soliti ignoti, di cui nel 2011 diviene coreografo.
Nel 2011 coreograferà l'undicesima edizione del Grande fratello (Canale 5), stesso dicasi per la dodicesima. Si ripresenta inoltre il felice sodalizio artistico con Carlo Conti, stavolta alla conduzione di Lasciami cantare! e del già collaudato I migliori anni: Mainini è sempre l'artefice delle coreografie, così come nel 2012 non mancherà di portare la sua arte in una nuova trasmissione, ideata da Carlo Conti, che diverrà immediatamente un altro successo Rai: Tale e quale show. Mainini non solo si occuperà del corpo di ballo, ma farà anche da coach ai concorrenti in gara, costellando un anno di grandi applausi che avevano visto la luce fin da Capodanno, con L'anno che verrà in diretta su Raiuno.
Dal 2012 al 2014 sarà nuovamente coreografo di Grande fratello, Tale e quale show, I migliori anni, L'anno che verrà, ma anche di Superbrain - Le supermenti, dello speciale di Affari tuoi, di La pista, di Si può fare!. Inoltre cura le coreografie del video musicale di Una come te di Cesare Cremonini. 
Il 2015 lo vede inoltre coreografo di Signore e signori Al Bano e Romina Power i quali, dopo oltre 20 anni, il 29 maggio 2015 tornano a cantare insieme sul prestigioso palco dell’Arena di Verona, accompagnati da una grande orchestra che suona dal vivo e con un corpo di ballo di 40 elementi. È anche l'anno in cui Mainini torna a danzare sul palco del Festival di Sanremo in un passo a due con Rocio Munoz Morales sulle note di Lei verrà, brano che il cantautore lucano Mango, scomparso l'8 dicembre 2014, portò al Festival nel 1986.
Il 2016 lo rinconferma coreografo per L'anno che verrà, per il 66º Festival di Sanremo, per I migliori anni, per Tale e quale show, per Grande Fratello VIP e il suo speciale. Torna inoltre in qualità di giudice esterno nella trasmissione Amici di Maria De Filippi e cura le coreografie de La notte della Taranta (Rai 5), in cui le audizioni, per la prima volta, saranno aperte alla categoria professionisti.
Nel 2017, oltre a curare nuovamente le coreografie del Festival di Sanremo, di I migliori anni, di Grande Fratello VIP e di Tale e quale show, ritroviamo la sua vena artistica anche in Made in Sud, in 60 Zecchini, in Top - dove oltre ad occuparsi delle coreografie, danza - e in Cavalli di battaglia, trasposizione televisiva dell'omonimo successo teatrale che scaturisce dal vasto repertorio del mattatore Gigi Proietti.
Alle edizioni 2018 di Tale e quale show, Grande Fratello VIP, Grande Fratello e L'anno che verrà, si aggiungono al curriculum di Mainini le coreografie per Zecchino d'oro e La corrida. 
Dal 2018 al 2024 si riconferma coreografo di L'anno che verrà, Tale e quale show e Tali e quali show, Natale e quale speciale Telethon, I migliori anni, La corrida, Grande fratello e Grande Fratello VIP, Made in Sud e Made in sud- speciale arteteca, ditelo voi, Zecchino d'oro. Sue inoltre le coreografie di Top Dieci su Raiuno, del video musicale Sucu sucu di Cristiano Malgioglio, di Viva RaiPlay! ideato e condotto da Fiorello, nonché concepito per esser distribuito esclusivamente in modalità on demand sulla piattaforma Raiplay; ritorna inoltre nelle vesti di giudice esterno nella trasmissione Amici di Maria De Filippi.

## Film e Fiction
Nel 2004 indossa i panni d'attore nella puntata intitolata Casa dolce casa della quarta stagione di Carabinieri su Canale 5.
Nel 2005 è coreografo per la serie televisiva Questa è la mia terra (Canale 5).
Nel 2008 è coreografo per le serie televisive targate Canale 5 I Cesaroni e Amiche mie; in quest'ultima indossa nuovamente le vesti di attore.
Nel 2013 è coreografo per il film Amici come noi, regia di Enrico Lando, con protagonisti Pio e Amedeo, le musiche di Andrea Guerra e la produzione di Pietro Valsecchi.
Nel 2018 è coreografo per il film Amici come prima, diretto da Christian De Sica e da suo figlio Brando, con protagonisti Massimo Boldi e lo stesso De Sica, i quali tornano a lavorare insieme dopo 13 anni.